# 더 비지트
《더 비지트》(영어: The Visit)는 2015년 공개된 미국의 코미디 공포 영화이다.

## 줄거리
인연을 끊고 살았던 외가에 어린 남매가 처음 방문한다. 남매는 할머니, 할아버지의 푸근한 사랑을 느끼며 행복한 시간을 보낸다. 그런데 할머니는 밤 9시 30분 이후 절대 방 밖으로 나오지 말라는 이상한 규칙을 강요한다. 남매는 결국 그들이 숨겨둔 엄청난 비밀과 마주하게 되는 호러 공포 영화이다.

## 출연진
- 올리비아 데종 - 베카 역
- 에드 옥슨볼드 - 타일러 역
- 디애너 듀나건 - 마리아 벨라 제미슨 / 나나 역
- 피터 맥로비 - 팝 팝 역
- 캐서린 한 - 엄마 역
- 벤자민 케인즈 - 아빠 역
- 실리아 키넌-볼거 - 스테이시 역
- 패치 다라그 - 샘 역
- 호르헤 코르도바 - 미구엘 역